# Dolcetto
Dolcetto är en blå vindruva som framförallt förekommer i norra Italien. Dolcetto betyder den lilla söta på Italienska. Druvan är vanligast i Piemonte i norra Italien där den producerar ett vin av ett något mer vardagligt slag än andra Piemonteviner som till exempel Barolo. Smak och doft av dessa viner har tydliga inslag av körsbär och de har även en viss bitterhet i eftersmaken. Dolcetto-druvan förekommer även i viner från Sydfrankrike och i kaliforniska viner.